# Eclipse
Az Eclipse nyílt forráskódú, platformfüggetlen szoftverkeretrendszer, amellyel úgynevezett vastag kliens (rich client) alkalmazásokat lehet készíteni. Ezt a keretrendszert eddig jellemzően integrált fejlesztőkörnyezetek (Integrated Development Environment, IDE) készítésére használták fel, mint például a Java IDE, a Java Development Toolkit (JDT) és fordító (ECJ) amelyet az Eclipse részeként terjesztenek (illetőleg az Eclipse fejlesztéséhez is használnak). Az Eclipse természetesen más kliensalkalmazások fejlesztéséhez is használható, mint például az Vuze nevű BitTorrent kliens.
Az Eclipse egyben egy felhasználói csoportot is takar, amely folyamatosan bővíti az Eclipse alkalmazási területeit. Ennek egyik példája az Eclipse modellező projekt, amely a modellvezérelt tervezés legtöbb területét lefedi.
Az Eclipse-et eredetileg az IBM fejlesztette ki a VisualAge eszközcsalád utódjaként. Az Eclipse projektet jelenleg az „Eclipse Foundation” (magyarul Eclipse Alapítvány) nevű szoftveripari nonprofit konzorcium kezeli. Több szoftvereszközgyártó is az Eclipse-re kívánja alapozni a jövőben IDE termékeit[forrás?]. A szervezet alapító tagja a QNX Software Systems, amely 52%-os tulajdonrészt mondhat magáénak.

## Kiadások
2006-óta, az alapítvány koordinálja az éves szimultán kiadásokat. Minden kiadáshoz hozzá tartozik az Eclipse Platform ugyanúgy, mint nagyszámú más Eclipse projekt.
Ezidáig a szimultán kiadásokat minden év június negyedik szerdáján bocsátották ki. 2018 szeptemberétől áttértek a rapid kiadási ciklusra, ami negyedéves kiadásokat jelent.
| Kódnév   | Dátum                        | Platform verzió | Projektek                                      |
| -------- | ---------------------------- | --------------- | ---------------------------------------------- |
| 2021-03  | 2021. március 17. (előzetes) | 4.19            | 2021-03 projektek                              |
| 2020-12  | 2020. december 16.           | 4.18            | 2020-12 projektek                              |
| 2020-09  | 2020. szeptember 16.         | 4.17            | 2020-09 projektek                              |
| 2020-06  | 2020. június 17.             | 4.16            | 2020-06 projektek                              |
| 2020-03  | 2020. március 18.            | 4.15            | 2020-03 projektek                              |
| 2019-12  | 2019. december 18.           | 4.14            | 2019-12 projektek                              |
| 2019-09  | 2019. szeptember 18.         | 4.13            | 2019-09 projektek                              |
| 2019-06  | 2019. június 19.             | 4.12            | 2019-06 projktek                               |
| 2019-03  | 2019. március 20.            | 4.11            | 2019-03 projektek                              |
| 2018-12  | 2018. december 19.           | 4.10            | 2018-12 projektek Java 11 támogatás hozzáadása |
| 2018-09  | 2018. szeptember 19.         | 4.9             | 2018-09 projects                               |
| Photon   | 2018. június 27.             | 4.8             | Photon projektek                               |
| Oxygen   | 2017. június 28.             | 4.7             | Oxygen projektek                               |
| Neon     | 2016. június                 | 4.6             | Neon projektek                                 |
| Mars     | 2015. június 24.             | 4.5             | Mars projektek                                 |
| Luna     | 2014. június 25.             | 4.4             | Luna projektek                                 |
| Kepler   | 2013. június 26.             | 4.3             | Kepler projektek                               |
| Juno     | 2012. június 27.             | 4.2             | Juno projektek                                 |
| Indigo   | 2011. június 22.             | 3.7             | Indigo projektek                               |
| Helios   | 2010. június 23.             | 3.6             | Helios projektek                               |
| Galileo  | 2009. június 24.             | 3.5             | Galileo projektek                              |
| Ganymede | 2008. június 25.             | 3.4             | Ganymede projektek                             |
| Europa   | 2007. június 29.             | 3.3             | Europa projektek                               |
| Callisto | 2006. június 30.             | 3.2             | Callisto projektek                             |
| Bravo    | 2005. június 28.             | 3.1             |                                                |
| Austin   | 2004. június 21.             | 3.0             |                                                |

## Architektúra
Az Eclipse alapja a Rich Client Platform (RCP). A Rich Client Platform az alábbi komponensekből áll:
- Core platform – Eclipse indítása, pluginek futtatása
- OSGi – szabványos kötegelő (bundling) keretrendszer
- Standard Widget Toolkit (SWT) – hordozható widget toolkit
- JFace – file bufferek, szövegkezelés, szövegszerkesztők
- The Eclipse Workbench – nézetek, szerkesztők, perspektívák, varázslók

Az Eclipse grafikus felhasználói felülete a Standard Widget Toolkitre (SWT) alapul, ami rendhagyó, hiszen a legtöbb Java alkalmazás az Abstract Window Toolkitet (AWT) vagy a Swinget használja. Az Eclipse felülete használja továbbá a JFace nevű köztes GUI réteget is, amely leegyszerűsíti az SWT alkalmazások készítését.
Az Eclipse funkcióit a Rich Client Platformra telepíthető pluginekbe szervezik. Ez a hozzáállás ellentétes a legtöbb IDE tervezési elvével, ahol is minden funkcionalitás központosítva a forráskódba van építve. Az Eclipse plugin rendszere a komponensalapú szoftverfejlesztési elvet követi. Megfelelő pluginek telepítésével az Eclipse kiterjeszthető úgy, hogy a Javán kívül más programnyelveket, például C, Perl, Ruby, Python, PHP és Cobol nyelveket is támogasson. Az Eclipse pluginek világa azonban nem ér véget a programnyelveknél, létezik LaTeX plugin is. Vannak telnet és adatbáziskezelő pluginek is az Eclipse keretrendszerhez. Az Eclipse plugin architektúra nyitott, így a specifikáció alapján tetszőleges új kiterjesztések is írhatóak.

## Szerver platform
Az Eclipse támogatja a Tomcat, GlassFish és több más szerver alatti fejlesztést. Gyakran képes a kívánt szerver telepítésre is (fejlesztéshez) direkt módon az IDE-ből. Támogatja a távoli hibakeresést, megengedve a felhasználónak, hogy változókat figyeljen, valamint végig tudjon lépkedni az alkalmazás kódján futás időben az adott szerveren, amire csatlakozott az IDE.

## Plugin szerverek
A plugin modell az Eclipse egyik kulcsfontosságú eleme, így az Eclipse elterjedésével egyre több webszerver ad otthont az Eclipse plugineknek.

## Üzleti logika az Eclipse mögött
Az Eclipse egy teljesen ingyenes környezet és platform, ám ennek ellenére mégis egy üzleti vállalkozás az IBM részéről. Az Eclipse-t használni ingyenes, viszont aki fizetős szolgáltatásokat akar üzemeltetni a platformon – tehát kereskedelmi forgalomba hozott pluginokat – annak jogdíjat kell fizetni az IBM-nek. Egyre több fizetős Eclipse változat (nevezhetjük terjesztésnek is) létezik, ezek közül a legfontosabb a MyEclipse, melyet egyébként maga az IBM is megvásárol.